# Max Gustav Neiße
Max Gustav Neiße (* 22. Juli 1839 in Dresden; † 20. Juni 1906 in Leipzig) war ein deutscher Richter, zuletzt Senatspräsident Reichsgericht.

## Leben
Neiße studierte an der Universität Leipzig Rechtswissenschaft. Er wurde 1858 im Corps Saxonia Leipzig recipiert und zeichnete sich als Senior aus. 1863 wurde er auf den König von Sachsen (Johann) vereidigt. 1869 wurde er Bezirksgerichtsassessor. 1871 wurde er Hilfsarbeiter beim Appellationsgericht. Zum Appellationsgerichtsrat wurde er 1873 befördert. 1878 wurde er zum Oberlandesgerichtsrat ernannt. An das Reichsgericht kam er im Mai 1885 als Rat. April 1902 wurde er auf Vorschlag des Reichsjustizamts Senatspräsident des I. Strafsenat des Reichsgerichts. Er starb kurz vor Vollendung des 67. Lebensjahres im Amt.